# Дрин
Дрин (алб. Drini; макед. Дрим; греч. Δρινος), Дри́лон (Δρίλων) — крупнейшая река в Албании, образуется в северной части страны у города Кукес слиянием Белого и Чёрного Дрина. Трансграничный водосборный бассейн включает территории Албании, Северной Македонии и Косово в юго-восточной части Балканского полуострова. Площадь бассейна реки составляет 12,6 тыс. км² (14 173 км²), средний расход воды — 290 м³/с. Имеет два рукава, северный (основной) у города Шкодер впадает в реку Буна, которая вытекает из озера Шкодер, а южный — напрямую в Адриатическое море у города Лежа.

## География
Длина реки от слияния притоков до устья составляет 148 (160) км, если же учитывать Чёрный Дрин, вытекающий у города Струга из Охридского озера и протекающий по территории Македонии, то суммарная длина составляет 281 км. При измерении от устья до истока Белого Дрина, берущего начало к северу от города Печа в Косове, общая длина реки составляет 335 км.
В северной Албании русло реки превращено в цепь водохранилищ: Фиерза (площадь 72 км², крупнейшее в стране), Комани и Вау-и-Дейес (площадь 25 км²).
Основными притоками являются Вальбона и Шаля, берущие начало в горах Проклетие (Северо-Албанских Альпах) и впадающие в водохранилище Комани.
На приморской низменности рядом с городом Шкодером Дрин делится на два рукава. Основной северный рукав, короткий (длина 15 км) и широкий, называемый Большим Дрином, вливается в вытекающую из озера Шкодер реку Буну недалеко от замка Розафа. Южный рукав отдельно впадает в Дринский залив Адриатического моря недалеко от города Лежа. Осенне-зимнее половодье приводит к затоплению низменных районов у города Шкодера.
Зимой 1858/1859 гг. в период сильного разлива, воды реки Дрин, выйдя из берегов, направились на северо-запад, в сторону озера Шкодер, но, не доходя до озера и встретив на своем пути реку Буна, пошли по её руслу.
Река Гядри до 1950 года пересекала Задриму («землю, лежащую за Дрином») и впадала в Дрин выше города Лежа. При реализации в 1950 году проекта рекультивации Задримы было прорыто новое русло и Гядри впадает в Дрин ниже Вау-и-Дейес.

## Экономика
Воды Дрина имеют большую важность для экономики Албании, особенно с точки зрения производства электроэнергии. На ГЭС, построенных на реке, вырабатывается бо́льшая часть электричества в стране: ГЭС Фиерза, ГЭС Комани, Вау-и-Дейес и ГЭС Ашта 1, 2. Общая установленная мощность — 1400 МВт. Албанская энергетическая корпорация (КЕШ) управляет первыми тремя.
На реке Чёрный Дрин строится ГЭС Скавица.